# Petrivka, Hola Prîstan
Petrivka (în ucraineană Петрівка) este un sat în comuna Novosofiivka din raionul Hola Prîstan, regiunea Herson, Ucraina.

## Demografie
Componența lingvistică a localității Petrivka
     Ucraineană (89,08%)
     Rusă (10,92%)
Conform recensământului din 2001, majoritatea populației localității Petrivka era vorbitoare de ucraineană (89,08%), existând în minoritate și vorbitori de rusă (10,92%).